# Marija Šubina
Marija Timofeevna Šubina (in russo Мария Тимофеевна Шубина?; Protasovo, 8 maggio 1930 – 20 aprile 2025) è stata una canoista sovietica, dal 1991 russa.

## Palmarès

### Olimpiadi
- 1 medaglia:
  - 1 oro (Roma 1960 nel K2 500 metri)

### Mondiali
- 6 medaglie:
  - 4 ori (Praga 1958 nel K2 500 metri; Jajce 1963 nel K1 500 metri; Jajce 1963 nel K4 500 metri; Berlino Est 1966 nel K4 500 metri)
  - 2 argenti (Jajce 1963 nel K2 500 metri; Berlino Est 1966 nel K2 500 metri)